# Wilhelm Haferkamp
Wilhelm Haferkamp (Duisburg, Alemanya, 1923 - Brussel·les, Bèlgica, 1995) fou un polític alemany que fou Vicepresident de la Comissió Europea entre els anys 1967 i 1981.

## Biografia
Va néxier l'1 de juliol de 1923 a la ciutat de Duisburg, població situada a l'estat federat de Rin del Nord-Westfàlia.
Morí a la seva residència de Brussel·les el 17 de gener de 1995.

## Activitat política
Membre del Partit Socialdemòcrata d'Alemanya (SPD) participà com a independent en la Comissió Rey esdevenint Vicepresident de la Comissió (càrrec que desenvolupà de forma ininterrompuda durant 14 anys i sota 5 presidents diferents fins a l'any 1981) i Comissari Europeu d'Energia. L'any 1970 en la Comissió Malfatti incorporà a les carteres anteriors la responsabilitat sobre el Mercat Interior, mantenint aquest càrrecs durant la Comissió Mansholt. L'any 1973 en la formació de la Comissió Ortoli fou nomenat Comissari Europeu d'Economia, Finances, Crèdits i Inversions, i el 1977 fou nomenat en la Comissió Jenkins Comissari Europeu de Relacions Exteriors, càrrec que va mantenir també sota la Comissió Thorn a la qual se li afegí la responsabilitat en Energia Atòmica.